# NBA All-Rookie Team 1962-1970
Cestisti inseriti nell'NBA All-Rookie Team per il periodo 1962-1970

## Elenco
|           | Membri del Naismith Memorial Basketball Hall of Fame |
| Grassetto | Rookie of the Year                                   |
| Corsivo   | Prima scelta nel Draft NBA                           |

| Stagione  |                     |                        |
| Stagione  | Giocatore           | Squadra                |
| --------- | ------------------- | ---------------------- |
| 1962-1963 | Terry Dischinger    | Chicago Zephyrs        |
| 1962-1963 | Chet Walker         | Syracuse Nationals     |
| 1962-1963 | Zelmo Beaty         | St. Louis Hawks        |
| 1962-1963 | John Havlicek       | Boston Celtics         |
| 1962-1963 | Dave DeBusschere    | Detroit Pistons        |
| 1963-1964 | Jerry Lucas         | Cincinnati Royals      |
| 1963-1964 | Gus Johnson         | Baltimore Bullets      |
| 1963-1964 | Nate Thurmond       | San Francisco Warriors |
| 1963-1964 | Art Heyman          | New York Knicks        |
| 1963-1964 | Rod Thorn           | Baltimore Bullets      |
| 1964-1965 | Willis Reed         | New York Knicks        |
| 1964-1965 | Jim Barnes          | New York Knicks        |
| 1964-1965 | Howard Komives      | New York Knicks        |
| 1964-1965 | Lucious Jackson     | Philadelphia 76ers     |
| 1964-1965 | Wali Jones (pari)   | Baltimore Bullets      |
| 1964-1965 | Joe Caldwell (pari) | Detroit Pistons        |
| 1965-1966 | Rick Barry          | San Francisco Warriors |
| 1965-1966 | Billy Cunningham    | Philadelphia 76ers     |
| 1965-1966 | Tom Van Arsdale     | Detroit Pistons        |
| 1965-1966 | Dick Van Arsdale    | New York Knicks        |
| 1965-1966 | Fred Hetzel         | San Francisco Warriors |
| 1966-1967 | Lou Hudson          | St. Louis Hawks        |
| 1966-1967 | Jack Marin          | Baltimore Bullets      |
| 1966-1967 | Erwin Mueller       | Chicago Bulls          |
| 1966-1967 | Cazzie Russell      | New York Knicks        |
| 1966-1967 | Dave Bing           | Detroit Pistons        |
| 1967-1968 | Earl Monroe         | Baltimore Bullets      |
| 1967-1968 | Bob Rule            | Seattle SuperSonics    |
| 1967-1968 | Walt Frazier        | New York Knicks        |
| 1967-1968 | Al Tucker           | Seattle SuperSonics    |
| 1967-1968 | Phil Jackson        | New York Knicks        |
| 1968-1969 | Wes Unseld          | Baltimore Bullets      |
| 1968-1969 | Elvin Hayes         | San Diego Rockets      |
| 1968-1969 | Bill Hewitt         | Los Angeles Lakers     |
| 1968-1969 | Art Harris          | Seattle SuperSonics    |
| 1968-1969 | Gary Gregor         | Phoenix Suns           |
| 1969-1970 | Lew Alcindor        | Milwaukee Bucks        |
| 1969-1970 | Bob Dandridge       | Milwaukee Bucks        |
| 1969-1970 | Jo Jo White         | Boston Celtics         |
| 1969-1970 | Mike Davis          | Baltimore Bullets      |
| 1969-1970 | Dick Garrett        | Los Angeles Lakers     |